# Thank you My teens
『Thank you My teens』（サンク・ユー・マイ・ティーンズ）は、日本のシンガーソングライター・YUIが2007年11月14日にSTUDIOSEVEN Recordingsから発売した2枚目の映像作品である。

## 内容
前作『タイヨウのうた』から約1年ぶりにして、初のライブ映像作品。
2007年4月13日から6月1日に全国のホールで敢行された、ライブツアー『YUI 2nd Tour 2007 "Spring & Jump" ～CAN'T BUY MY LOVE～』から最終日の東京・渋谷C.C.Lemonホール公演を中心に収録されている。
タイトルは『CAN'T BUY MY LOVE』に収録されている同名曲から引用されている。

## 収録映像曲
1. OPENING
2. Rolling star
3. CHE.R.RY
4. TOUR DOCUMENT 1
5. Happy Birthday to you you
6. RUIDO
7. LIFE
8. Highway chance
9. TOUR DOCUMENT 2
10. Good-bye days
11. TOKYO
12. TOUR DOCUMENT 3
13. Thank you My teens

## 参加ミュージシャン
- YUI：Vocal & Guitar

Support Member
- 梶原健生：Guitar
- 岩井英吉：Bass
- 牟田昌広：Drums
- 山本哲也：Manipulator